# Pieve di Gorgonzola
La pieve di Gorgonzola o pieve dei Santi Gervaso e Protaso di Gorgonzola (in latino: Plebis Gorgonzolensis o Plebis Sanctorum Gervasii et Protasii Gorgonzolensis) era il nome di un'antica pieve dell'arcidiocesi di Milano e del Ducato di Milano con capoluogo Gorgonzola.
I patroni erano i santi Gervaso e Protaso a cui è ancora oggi dedicata la chiesa prepositurale di Gorgonzola.

## Storia
Le prime attestazioni documentarie dell'esistenza della pieve di Gorgonzola risalgono al X secolo, anche se un'analisi completa della struttura ci perviene solo attraverso Goffredo da Bussero alla fine del XIII secolo, ove già viene segnalata la presenza di una canonica. Il capoluogo costituiva un punto di posta al tredicesimo miglio sulla strada omonima, come era chiamata nel medioevo l’attuale Strada statale 11 Padana Superiore e antica via Gallica. I primi cambiamenti si ravvisarono a partire dal XIV secolo quando le chiese di Santa Margherita e Sant'Andrea di Melzo passarono alla pieve di Corneliano, ma questo non frenò la sempre crescente vita religiosa in Gorgonzola, ove si trovavano ben ventitré canonici oltre al prevosto, con sedici chiese parrocchiali e numerose cappelle. Nel XVI secolo i canonicati erano già scesi a ventuno e dall'epoca post-tridentina, la città divenne sede di un vicariato che andò, di fatto, a ricoprire l'ambito pastorale della pieve.
Col primo Rinascimento la pieve assunse anche una funzione amministrativa civile come ripartizione locale della Provincia del Ducato di Milano, al fine di ripartire i carichi fiscali e provvedere all'amministrazione della giustizia.
Dal punto di vista civile, fu solo nell'anno 1797 che la pieve amministrativa venne soppressa in seguito all'invasione di Napoleone e alla conseguente introduzione di nuovi ma effimeri distretti.
La pieve rimase in auge praticamente sino all'Ottocento inoltrato, e dall'annuario della diocesi di Milano del 1859 apprendiamo infatti che la parrocchia di Cernusco Asinario era stata costituita in vicariato, venendo distaccata da Gorgonzola. Con decreto del 12 gennaio 1918, inoltre, il cardinale Andrea Carlo Ferrari staccò dal vicariato di Gorgonzola anche le parrocchia di Inzago, Pozzuolo Martesana, Trecella, Groppello e Masate, che costituirono di fatto la prima base del vicariato foraneo di Inzago. Nello stesso anno, inoltre, le parrocchie di Camporicco, Cologno Monzese, San Giuliano, vennero staccate dal vicariato di Gorgonzola e unite a quello di Cernusco sul Naviglio, che ottenne così la qualifica di vicariato foraneo. Altra battuta d'arresto il governo plebano la ebbe nel 1929 quando la parrocchia di Vignate venne annessa alla pieve di Melzo. Ormai completamente decaduta nelle sue antiche funzioni, la pieve di Gorgonzola venne completamente soppressa dai decreti del sinodo voluto dal cardinale Giovanni Colombo nel 1972. Il suo antico territorio copre un'area di 98,10 km² con una popolazione di 66.058 abitanti nel 1972, ricadendo sotto il decanato di Melzo comprendente 18 parrocchie.

## Territorio
Nella seconda metà del XVIII secolo, dopo l'aggregazione di Retenate a Vignate, il territorio della pieve era così suddiviso:
| Pieve civile                                      | Pieve ecclesiastica                                  |
| Comune di Gorgonzola                              | Parrocchia prepositurale dei Santi Gervaso e Protaso |
| Comune di Bellinzago                              | Parrocchia di San Michele arcangelo                  |
| Comune di Bornago                                 | Parrocchia dei Santi Cornelio e Cipriano             |
| Comune di Bussero                                 | Parrocchia dei Santi Nazaro e Celso                  |
| Comune di Cambiago                                | Parrocchia di San Zenone                             |
| Comune di Camporicco Comune di Cassina de' Pecchi | Parrocchia della Natività di Maria Vergine           |
| Comune di Cernusco Asinario                       | Parrocchia di Santa Maria Assunta                    |
| Comune di Gessate                                 | Parrocchia dei Santi Pietro e Paolo                  |
| --                                                | Parrocchia di San Bartolomeo                         |
| Comune di Inzago                                  | Parrocchia di Santa Maria Assunta                    |
| Comune di Masate                                  | Parrocchia di San Giovanni evangelista               |
| Comune di Pessano                                 | Parrocchia dei Santi martiri Vitale e Valera         |
| Comune di Pozzolo Comune di Bisentrate            | Parrocchia della Natività di Maria Vergine           |
| Comune di Sant'Agata                              | Parrocchia dei Sant'Agata                            |
| Comune di Trecella                                | Parrocchia di San Marco evangelista                  |
| Comune di Vignate Comune di San Pedrino           | Parrocchia di Sant'Ambrogio                          |